# Lorenz van Steenwinckel
Lorenz van Steenwinckel, född 1585, död 1619 troligen i Kristianstad, var en dansk murarmästare och bildhuggare. 
Han var son till konstnären Hans van Steenwinckel och Inger Pedersdatter och gift med bildhuggaren Gert van Eghens dotter Sara. Han var bror till Morten van Steenwinckel och bildhuggaren Hans van Steenwinckel samt farbror till byggmästaren Oluf van Steenwinckel. Tillsammans med sin bror Hans arbetade han som lärling för sin far i Halmstad 1600 och därefter genomförde han en längre studie och gesällvandring där han tog intryck av arbeten från Hendrik de Keysers ateljé i Amsterdam so kom att återspeglas i hans egna arbeten. Han var mästersven under Willum Corneliussen ledning i Laholm 1610-1612. Han var från 1613 bosatt i Halmstad och detta år skrevs ett kontrakt med Christian IV om uppförandet av ett gravkapell i Roskilde domkyrka som skulle uppföras efter skabelon. Han utförde stenhuggeriarbeten på Vesterport i Köpenhamn 1618–1619 och därefter kontrakterades han att utföra stenhuggeriarbeten på Børsen i Köpenhamn som omfattade fönster med frontespis och en portal efter Steenwinckels egen ritning som dock kasserades till förmån för brodern Hans senare verk och som anses vara identisk med den portal som numera är uppställd framför Hellingaands Kirkes vapenhus. Det råder delade meningar om brödernas verksamhet vissa forskare vill tillskriva Lorenz den större begåvningen och ställningen som kungens byggmästare och placera Hans som fullbordade av de arbeten Lorenz påbörjade. Detta gäller även Trefaldighetskyrkan i Kristianstad där Lorenz utförde utkasten till kyrkan som helhet och den skulpturala dekorationen. Man sammankopplar hans dödsår till en epidemi som härjade i Kristianstad 1619 där även kyrkans byggmästare David Nyborg föll offer.